# Hochkönig
Hochkönig je nejvyšší vrchol Berchtesgadenských Alp ležící na území spolkové země Salcbursko v Rakousku. Na jih spadá strmými stěnami až 1000 metrů vysokými a na sever pozvolna klesá do údolí Blühnbachtal. Ze severní strany je Hochkönig sevřen malým ledovcem Übergossene Alm, který je jediným náhorním ledovcem Východních Alp. Ještě v roce 1888 měl ledovec plochu 5,5 km². Vrchol tvoří vápencové plató.

## Poloha
Masiv Hochkönig je dlouhý 12 km a leží západně od města Bischofshofen, 42 km jižně od Salcburku. Masiv je na západě oddělen od Steinernes Meer (Kamenné moře) sedlem Torscharte (2 246 m). Na východě končí nad městem Bischofshofen, mezi horolezci známými, stěnami Mandlwand.

## Významné vrcholy skupiny
- Hochkönig, 2.941 m
- Hochseiler, 2.793 m
- Lammkopf, 2.844 m
- Großer Bratschenkopf, 2.859 m
- Kleiner Bratschenkopf, 2.684 m
- Grandlspitz, 2368 m
- Schoberköpfe, 2.707, 2.630 a 2.663 m
- Floßkogel, 2.437 m
- Tenneck, 2.455 m
- Torsäule, 2.587 m

## Chaty
- Matrashaus (2 941 m)
Postavená na vrcholu hory Hochkönig v roce 1898 spolkem Osterreichischer Touristenklub. Aktuální stavení se datuje od 1985 a má kapacitu kolem 100 nocležníků. Okolí chaty je také vyhledáváno paraglidisty pro ideální podmínky.
- Erichhütte[1] (1 540 m)
Leží na jihu masivu. Postavená v roce 1894. Otevřená od poloviny května do konce října. Kapacita 28 míst.
- Bertgen Hütte (1 846 m)
Jedná se o bivakovací chatku na západě masivu. Postavená v roce 1895. Otevřená celoročně. Kapacita 10 míst.
- Mitterfeldalm[2] (1 846 m)
Otevřená od poloviny května do konce října. Kapacita 20 míst.
- Arthurhaus (1 503 m)
Alpský hotel ležící na východním úbočí hory, postavený v roce 1866. Otevřen od prosince do dubna a od června do října. Kapacita 60 míst. Parkoviště i pro Mitterfeldalm.

## Výstupové cesty

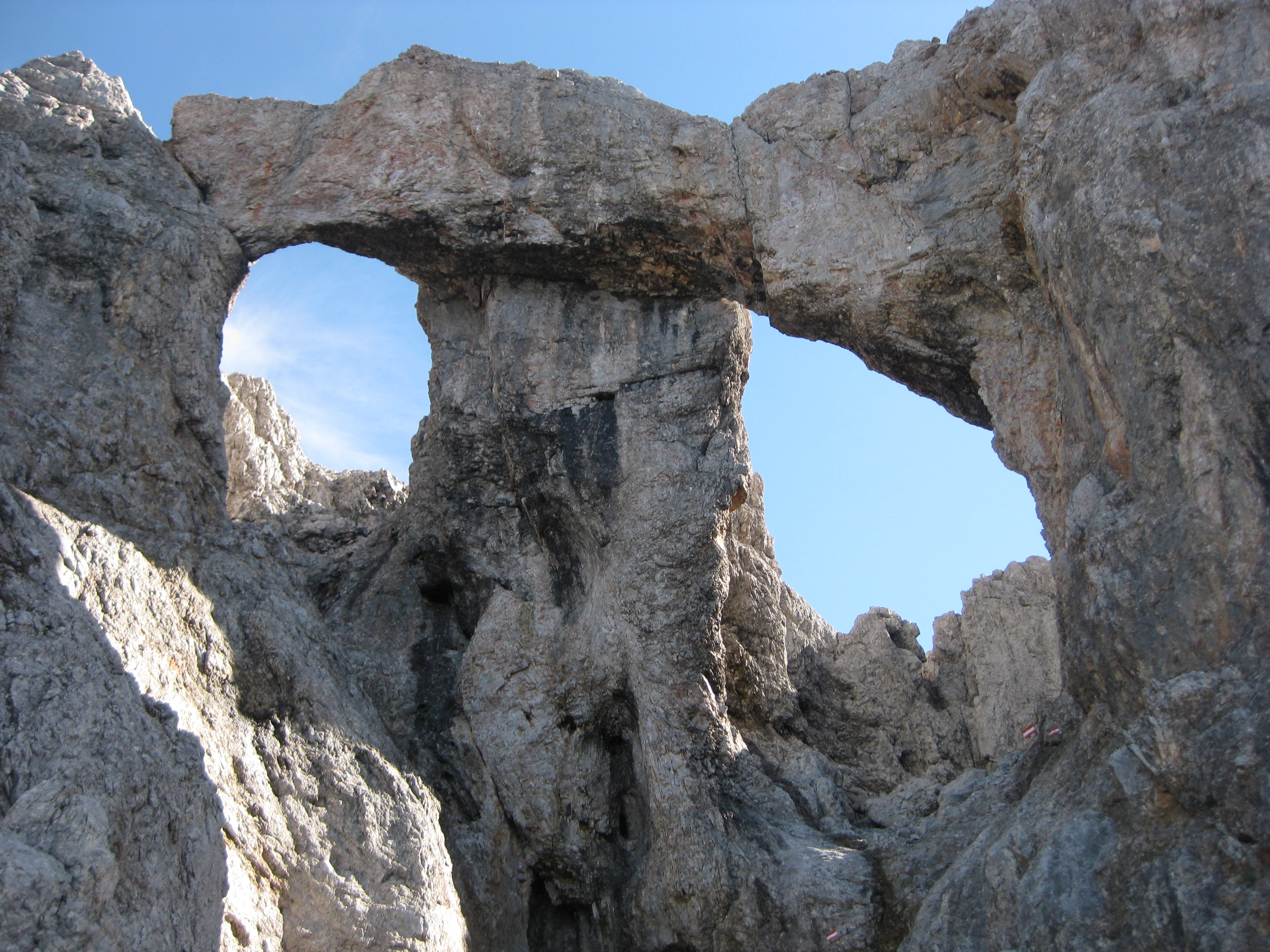
Skalní brány Teufelslöcher (Čertovy díry) v masívu Hochkönigu

Všechny klasické túry jsou vysokohorskými cestami. Cesta od severu vede po ledovci (nutné ledovcové vybavení).
Jih
Cesta vede ze silničního sedla Dientner Sattel (1 357 m) nejprve k chatě Erichhütte. Odsud stoupá pod západními stěnami vrcholu Taghaube až dojde do sedla Hochscharte. Zde se rozděluje na dvě další cesty. Jedna vede po hřebeni vlevo (náročný klettersteig Königsjodler) a druhá klesá na okraj kotle Birkar. Obě se stýkají v sedle pod vrcholem a dále po vápencových plotnách k chatě Matrashaus na vrcholu. Délka : Dientner Sattel – Hochkönig (4 hod.) – celkem 7 hod. Po cestě Königsjodler celkem i sestup (9,30 hod.)
Východ
Od hotelu Arthurhaus jde stezka č. 430 až na louku Mitterfeldalm. Podchází vstup do soutěsky Schneeklamm v karu Ochsenkar. Dobře značeným chodníkem v závěru velmi strmě dojde pod vrchol Torsäule. Dále přes četná sněžná pole dojdeme k zajištěné cestě Schartensteig. Podél ledovce pokračujeme na vrchol. Délka : Mühlbach – Arthurhaus – Hochkönig (6,30 hod.) – celkem i zpět 11 hod.
Západ
Pravděpodobně nejzajímavějším výstupem na Hochkönig je trasa Mooshammersteig vedoucí od chaty Bertgen Hütte. Jedná se o nejtěžší turistickou cestu vedoucí na vrchol. Nad chatou překročí stezka firnové pole v kotli Schneekar. Na konci se napojuje na vzdušně zajištěnou cestu traverzující skalní plotny a žebra. Na jejich konci vyjde v blízkosti vrcholů Hochseiler a Lammkopf na hranu hřebene. Mooshammersteig pokračuje exponovaně na vrchol Hochseiler který přechází. Podél okraje ledovce pokračujeme shodně s jižní cestou na vrchol. Délka : Hinterhall – Bertgen Hütte – Hochkönig (6,30 hod.) – celkem i zpět 11 hod.
Sever
Od severu cesta začíná v obci Werfen. Po stezce č. 401 jdeme až k chatě Ostpreussen Hütte (1 630 m). Cesta projde pod vrcholem Eibleck a kolem bivakovací jeskyně prochází až na úpatí ledovce. Mírným sklonem téměř bez trhlin překračuje cesta č. 401 celou plochu Übergossene Alm ve směru sever – jih až na vrchol Hochkönig. Délka : Werfen – Ostpreussen Hütte (2 hod.) – Hochkönig (3,5 hod.) – celkem 10 hod.

## Übergossene Alm

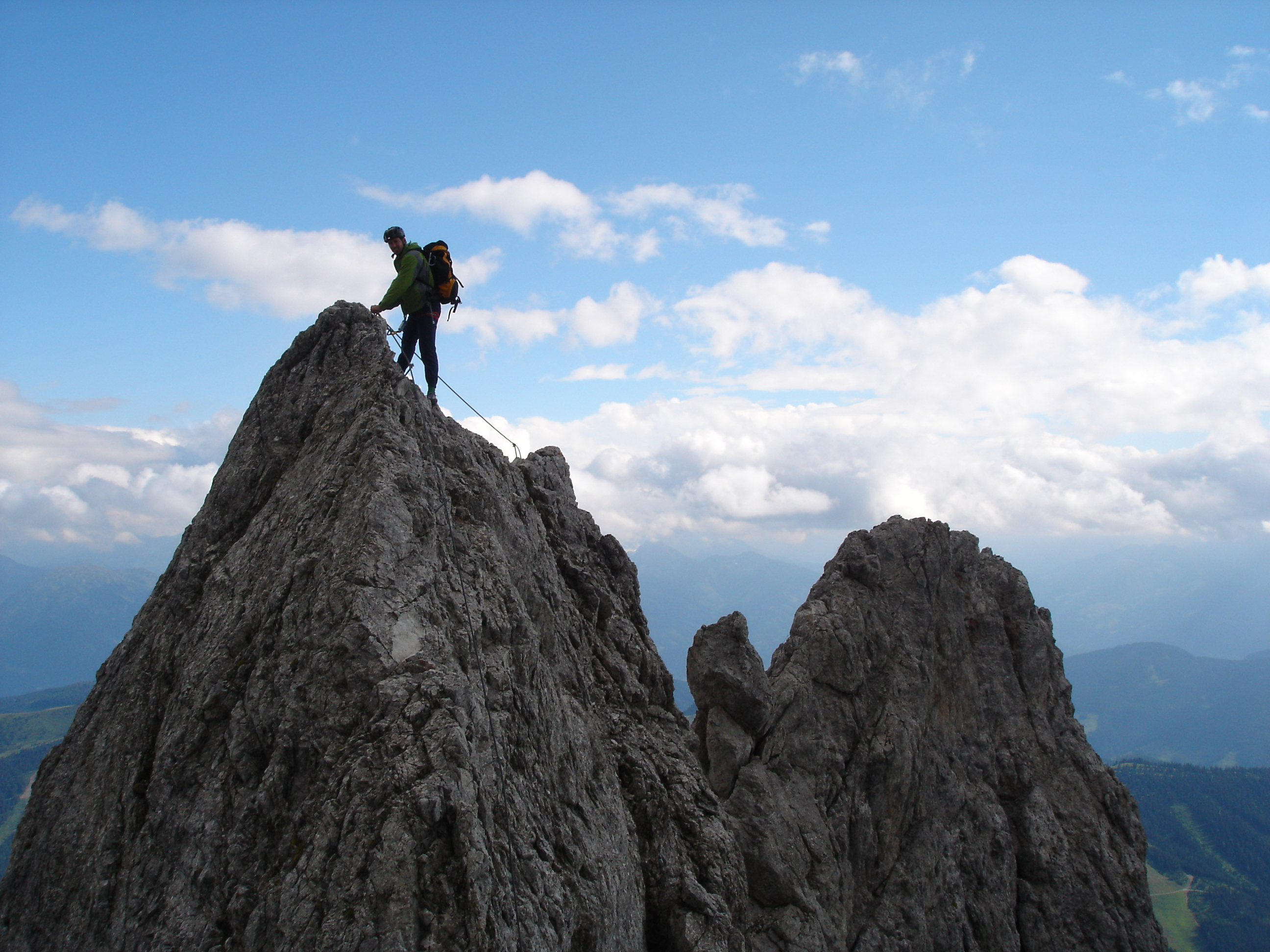
Vrcholový úsek zajištěné cesty

Na ledovci Übergossene Alm je jasně vidět vliv oteplování klimatu. Dnešní délka ledovce je 4 km a šířka kolísá od 500 metrů do 1 km. Mocnost ledovce je na východní části max. 20 metrů a v centrální části dosahuje hloubky kolem 40 metrů. Ještě v roce 1888 měl ledovec rozlohu 5,5 km² a dnes je sotva 1,49 km². Rychlost tání ledovce je pozorovatelná se zánikem ledovcového jezírka Gletschersee, ležící na jeho východním okraji. V letech 1872 – 1834 se ledovec odtud stáhl o 30 metrů a do roku 1988 to bylo o dalších 33 metrů. K původu názvu ledovce „Přelitá pastvina“ se vztahuje pověst, kdy bůh jako trest za marnotratný život sedláků tuto kdysi úrodnou horskou pastvinu zavalil sněhem a ledem.

## Horolezecké výstupy
Masiv Hochkönigu nabízí velké množství horolezeckých výstupů všech stupňů obtížnosti až do stupně IX UIAA. Díky většinou velmi pevnému, vodou vymytému vápenci s častými vodními žlábky patří tyto cesty k nejkrásnějšímu vápencovému lezení v Alpách. Velmi populární jsou jižní stěny Torsäule, Východní a západní Schoberkopf, Flachfeld a mezi nejnáročnější podniky patří výstupy jižní stěnou vrcholu Hochkönig. Svou relativní blízkostí a krátkými túrami je populární vrchol Grandlspitz. Autorem mnoha nejpopulárnějšími horolezeckých cest v oblasti je Albert Precht. V zimě je Hochkönig častým cílem skialpinistů, výše popsaná túra z východu od hotelu Arthurhaus a zpět se často absolvuje na lyžích. Via ferrata "Königsjodler" je nejdelší zajištěnou cestou v Rakousku.